# SMU Mustangs

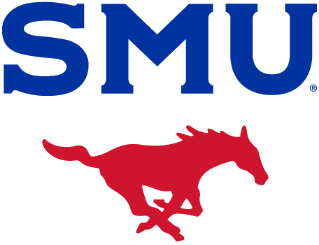

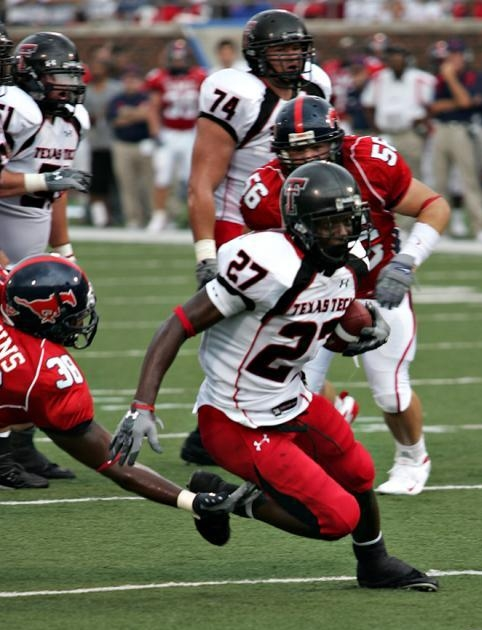
La squadra dei Mustangs in azione contro Texas Tech Red Raiders nel 2007

Gli SMU Mustangs sono la società sportiva del Southern Methodist University con sede a Dallas, nello stato del Texas, Stati Uniti d'America.

## Descrizione
Si tratta di una squadra universitaria di notevole importanza al pari dei TCU Horned Frogs, gli Houston Cougars, i Rice Owls, gli UTEP Miners e il North Texas Mean Green.
Come titolo nazionale si conta quello vinto dalla squadra di rugby nel 1935.

## Mascotte
La loro mascotte si chiama Peruna, si tratta di un pony, nome che viene tramandato anche ai successori dell'animale. La sua prima comparsa fu nel 4 novembre 1932.

## Sport praticati
Fra gli sport praticati il pallacanestro, football americano, in cui hanno militato giocatori come Doak Walker, Kyle Rote e Eric Dickerson, golf e calcio.